# Giovanni Picat Re
Giovanni Picat Re (Caselle Torinese, 3 aprile 1947 – Lanzo Torinese, 8 dicembre 2020) è stato un calciatore italiano, di ruolo attaccante.
Morì nel dicembre 2020 all'età di 73 anni per complicazioni dovute al COVID-19

## Carriera
Attaccante esterno, viene ceduto dal Torino al Canelli in Serie D, e l'anno successivo al Matera in Serie C.
Debutta in Serie B nel campionato 1970-1971 con il Livorno e negli anni seguenti disputa un'altra stagione nella serie cadetta con il Novara e altre due con il Catania.
Nel 1974 torna in Serie C con il Messina e, dopo una breve parentesi con il Lecce, torna al Matera dove partecipa alla scalata dei lucani dalla Serie D alla Serie B e chiude la carriera disputando le sue ultime cinque stagioni da calciatore, l'ultima delle quali nuovamente in Serie B. Detiene il record di cannoniere più prolifico nella storia del Matera con 52 gol in 6 campionati.
In totale ha disputato 138 gare nel campionato cadetto segnando 17 gol.
Tra il 1980 e il 1982 ha militato nei dilettanti del Victor Favria in Prima Categoria piemontese, segnando 18 reti.

## Palmarès
- Campionato italiano Serie D: 1

Matera: 1975-1976 (girone H)
- Campionato italiano Serie C1: 1

Matera: 1978-1979 (girone B)